# Carterica buquetii
Carterica buquetii är en skalbaggsart som beskrevs av Thomson 1860. Carterica buquetii ingår i släktet Carterica och familjen långhorningar. Inga underarter finns listade.